# آرثر سميث (لاعب اتحاد الرغبي)
آرثر سميث (بالإنجليزية: Arthur Smith)‏ هو لاعب اتحاد الرغبي بريطاني، ولد في 23 يناير 1933 في Castle Douglas ‏ في المملكة المتحدة، وتوفي في 3 فبراير 1975 في إدنبرة في المملكة المتحدة بسبب سرطان.

## وصلات خارجية
- آرثر سميث عل موقع إسبنسكروم (الإنجليزية)